# Preigney
Preigney település Franciaországban, Haute-Saône megyében. Lakosainak száma 115 fő (2022. január 1.). Preigney Chauvirey-le-Vieil, Cintrey, Malvillers, Melin és Montigny-lès-Cherlieu községekkel határos.

## Népesség
A település népességének változása:
| Lakosok száma | 113  | 109  | 108  | 111  | 113  | 116  | 114  | 115  |
|               | 2013 | 2015 | 2017 | 2018 | 2019 | 2020 | 2021 | 2022 |